# Gian Piero Ventura
Gian Piero Ventura (14. leden 1948, Janov, Itálie) je bývalý italský fotbalový trenér a fotbalový záložník. V letech 2016 až 2017 vedl italskou fotbalovou reprezentaci.

## Trenérská kariéra

### Začátky
Jako fotbalový záložník moc zápasů na vrcholové úrovni nezahrál a tak po skončení hráčské kariéry v roce 1978 se začal natrvalo věnovat trenéřině. Nejprve ještě jako hrající hráč vedl mládežnickou Sampdorii a poté se stal i asistentem u A-týmu.
První angažmá jako hlavní trenér získal v roce 1980 v klubu Alberga v 5. lize. O rok později vedl ve stejné soutěži Rapallo Ruentes a od sezony 1982/83 vedl tři roky Entellu se kterou v sezoně 1984/85 vyhrál 5. ligu a tím i postup.

### 1986 až 1997
Sezonu 1986/88 začal ve Spezii, jenže v prosinci jej vedení odvolalo. Od sezony 1987/88 vedl dva roky třetiligovou Centese se kterou ve druhé sezoně sestoupil. Poté jej angažovalo na tři roky Pistoiese. Kombinací dobré hry s dobrými výsledky dovedl tým na 2. místo a v následující sezoně následovalo 1. místo a postup do 4. ligy. Ve třetím roce opustil klub z 5. místa. V sezóně 1992/93 byl na lavičce třetiligové Giarre, se kterou skončil na 4. místě.
První zkušenosti s 2. ligou získal v sezoně 1994/95 když krátce vedl Benátky. Dne 1. července 1995 podepsal smlouvu s třetiligovou Lecce. Tým dovedl k dvojnásobnému postupu ze Serie C do Serie A.

### 1997 až 2007
V následující sezóně 1997/98 začal na lavičce druholigové Cagliari. Obsadil s ní postupové 3. místo, což byl jeho třetí postup v řadě. V Serii A debutoval v sezóně 1998/99, když dovedl tým na 13. místo. Po sezoně se rozhodl odejít a začal trénovat druholigovou Sampdorii, se kterou obsadil 5. místo. 
V prosinci 2001 jej angažovalo Udinese. Poté se vrátil do druholigové Cagliari. Krátce trénoval i Neapol, která hrála tehdy 3. ligu. V roce 2006 vedl v sedmi utkáních prvoligovou Messinu. V prosinci 2006 převzal druholigovou Veronu, se kterou sestoupil.
V červnu 2007 dosáhl dohody s Pisou, nově povýšeným do 2. ligy. V sezoně obsadil 6. místo a následující sezonu nedokončil, protože jej vedení odvolalo, navzdory klidné pozici v tabulce.

### Bari a Turín
Dne 27. června 2009 byl najat v prvoligovým Bari. V sezoně 2009/10 se tým ukázal jako jeden z dobrých týmů, který dělal dobrý fotbal. Nakonec skončil na 10. místě s 50 body (nejvíce v Serii A v klubové historii). Byla to sezona, ve které dal důvěru mladým hráčům (např. Bonucci). V další sezoně byl v únoru 2011, kvůli špatným výsledkům odvolán.
Od sezóny 2011/12 na pět let trénoval Turín. V první sezoně dovedl klub na 2. místo a postup do Serie A. V následující sezoně klub zachránil před sestupem v posledním kole a v sezoně 2013/14 je dovedl na 7. místo s místenkou do EL. V EL dokráčel do osmifinále, kde byl vyřazen Petrohradem (celkem 1:2). Dne 22. února 2015 dosáhl milníku 100 zápasů v nejvyšší soutěži u kormidla býků. Dne 26. dubna 2015 býci po dvaceti letech znovu vyhrálo derby a porazilo Juventus 2:1. Nakonec sezonu dokončil na 9. místě. Poslední sezona u býků dokončil na 12. místě a po vzájemně dohodě ukončil smlouvu, aby se stal novým trenérem reprezentace Itálie.

### Italská reprezentace
Ještě než začalo ME 2016, byl oznámen FIGC jako nástupce Conteho ve funkci trenéra. První utkání odtrénoval 1. září, když prohrál v přátelském utkání proti Francii (1:3). Kvalifikaci na MS 2018 uzavřel svou skupinu na 2. místě, když prohrál přímý střet v Madridu o prvenství proti Španělsku. Museli odehrát dvouzápasovou baráž proti Švédsku. První zápas ve Skandinávii prohrál 0:1 a v odvetném utkání uhráli remízu 0:0 a po 60 letech se Itálie nekvalifikovala na šampionát. Poté byl 15. listopadu 2017 nakonec odvolán, kvůli svému sportovnímu neúspěchu i kvůli rozhodnutí nerezignovat.

### Chievo a Salerno
V říjnu 2018 nastoupil na pozici trenéra v Chievu. Jenže po 4 utkání rezignoval a ukončil tak smlouvu. 
Dne 30. června 2019 podepsal smlouvu s druholigovou Salernitanou se kterou dovedl na 10. místo. Dne 1. srpna 2020 oznámil svou rezignaci a 12. listopadu 2021, rok a půl po své poslední zkušenosti na lavičce, oznámil svůj odchod do důchodu jako trenér.

## Statistika

### Trenérská

#### Klubová
| Sezóna             | Klub               | Liga               | Liga   | Liga  | Liga   | Liga   | Liga                                | Ligové poháry | Ligové poháry | Ligové poháry | Ligové poháry | Ligové poháry | Ligové poháry | Kontinentální poháry | Kontinentální poháry | Kontinentální poháry | Kontinentální poháry | Kontinentální poháry | Kontinentální poháry | Celkem | Celkem | Celkem | Celkem |
| Sezóna             | Klub               | Soutěž             | Zápasy | Výhry | Remízy | Prohry | Umístění                            | Soutěž        | Zápasy        | Výhry         | Remízy        | Prohry        | Úspěch        | Soutěž               | Zápasy               | Výhry                | Remízy               | Prohry               | Úspěch               | Zápasy | Výhry  | Remízy | Prohry |
| ------------------ | ------------------ | ------------------ | ------ | ----- | ------ | ------ | ----------------------------------- | ------------- | ------------- | ------------- | ------------- | ------------- | ------------- | -------------------- | -------------------- | -------------------- | -------------------- | -------------------- | -------------------- | ------ | ------ | ------ | ------ |
| 1980/81            | Albenga            | Serie D            | 34     | 7     | 15     | 12     | 14. místo                           | -             | 0             | 0             | 0             | 0             | -             | -                    | 0                    | 0                    | 0                    | 0                    | -                    | 34     | 7      | 15     | 12     |
| 1981/82            | Rapallo Ruentes    | Interregionale     | 30     | 7     | 11     | 12     | 13. místo                           | -             | 0             | 0             | 0             | 0             | -             | -                    | 0                    | 0                    | 0                    | 0                    | -                    | 30     | 7      | 11     | 12     |
| 1982/83            | Entella Bacezza    | Interregionale     | 30     | 10    | 13     | 7      | 4. místo                            | -             | 0             | 0             | 0             | 0             | -             | -                    | 0                    | 0                    | 0                    | 0                    | -                    | 30     | 10     | 13     | 7      |
| 1983/84            | Entella Bacezza    | Interregionale     | 30     | 16    | 10     | 4      | 1. místo (Postup)                   | -             | 0             | 0             | 0             | 0             | -             | -                    | 0                    | 0                    | 0                    | 0                    | -                    | 30     | 16     | 10     | 4      |
| 1984/85            | Entella Bacezza    | Serie C2           | 34     | 11    | 18     | 5      | 5. místo                            | -             | 0             | 0             | 0             | 0             | -             | -                    | 0                    | 0                    | 0                    | 0                    | -                    | 34     | 11     | 18     | 5      |
| Celkem za Entellu  | Celkem za Entellu  | Celkem za Entellu  | 94     | 37    | 41     | 16     | -                                   | -             | 0             | 0             | 0             | 0             | -             | -                    | 0                    | 0                    | 0                    | 0                    | -                    | 94     | 37     | 41     | 16     |
| 1986               | Spezia             | Serie C1           | 12     | 1     | 6      | 5      | Propuštěn v pro.                    | -             | 0             | 0             | 0             | 0             | -             | -                    | 0                    | 0                    | 0                    | 0                    | -                    | 12     | 1      | 6      | 5      |
| 1987/88            | Centese            | Serie C1           | 34     | 6     | 12     | 16     | 15. místo                           | IP            | 5             | 0             | 2             | 3             | -             | -                    | 0                    | 0                    | 0                    | 0                    | -                    | 39     | 6      | 14     | 19     |
| 1988/89            | Centese            | Serie C1           | 34     | 6     | 16     | 12     | 16. místo (Sestup)                  | -             | 0             | 0             | 0             | 0             | -             | -                    | 0                    | 0                    | 0                    | 0                    | -                    | 34     | 6      | 16     | 12     |
| Celkem za Centese  | Celkem za Centese  | Celkem za Centese  | 68     | 12    | 28     | 28     | -                                   | -             | 5             | 0             | 2             | 3             | -             | -                    | 0                    | 0                    | 0                    | 0                    | -                    | 73     | 12     | 30     | 31     |
| 1989/90            | Pistoiese          | Interregionale     | 34     | 20    | 9      | 5      | 2. místo                            | -             | 0             | 0             | 0             | 0             | -             | -                    | 0                    | 0                    | 0                    | 0                    | -                    | 34     | 20     | 9      | 5      |
| 1990/91            | Pistoiese          | Interregionale     | 34     | 21    | 12     | 1      | 1. místo (Postup)                   | -             | 0             | 0             | 0             | 0             | -             | -                    | 0                    | 0                    | 0                    | 0                    | -                    | 34     | 21     | 12     | 1      |
| 1991/92            | Pistoiese          | Serie C2           | 38     | 16    | 15     | 7      | 5. místo                            | -             | 0             | 0             | 0             | 0             | -             | -                    | 0                    | 0                    | 0                    | 0                    | -                    | 38     | 16     | 15     | 7      |
| 1992/93            | Giarre             | Serie C1           | 34     | 14    | 13     | 17     | 4. místo                            | IP            | 1             | 0             | 0             | 1             | -             | -                    | 0                    | 0                    | 0                    | 0                    | -                    | 35     | 14     | 13     | 18     |
| 1994/95            | Benátky            | Serie B            | 17     | 6     | 3      | 8      | Trenérem: 1.–2. kolo, 15.–29. kolo  | IP            | 1             | 0             | 0             | 1             | -             | -                    | 0                    | 0                    | 0                    | 0                    | -                    | 18     | 6      | 3      | 9      |
| 1995/96            | Lecce              | Serie C1           | 34     | 16    | 13     | 5      | 1. místo (Postup)                   | IP            | 3             | 2             | 0             | 1             | -             | -                    | 0                    | 0                    | 0                    | 0                    | -                    | 37     | 18     | 13     | 6      |
| 1996/97            | Lecce              | Serie B            | 38     | 16    | 15     | 7      | 3. místo (Postup)                   | IP            | 1             | 0             | 0             | 1             | -             | -                    | 0                    | 0                    | 0                    | 0                    | -                    | 39     | 16     | 15     | 8      |
| Celkem za Lecce    | Celkem za Lecce    | Celkem za Lecce    | 72     | 32    | 28     | 12     | -                                   | -             | 4             | 2             | 0             | 2             | -             | -                    | 0                    | 0                    | 0                    | 0                    | -                    | 76     | 34     | 28     | 14     |
| 1997/98            | Cagliari           | Serie B            | 38     | 15    | 18     | 5      | 3. místo (Postup)                   | IP            | 4             | 1             | 2             | 1             | -             | -                    | 0                    | 0                    | 0                    | 0                    | -                    | 42     | 16     | 20     | 6      |
| 1998/99            | Cagliari           | Serie A            | 34     | 11    | 8      | 15     | 13. místo                           | IP            | 4             | 1             | 1             | 2             | -             | -                    | 0                    | 0                    | 0                    | 0                    | -                    | 38     | 12     | 9      | 17     |
| 1999/00            | Sampdoria          | Serie B            | 38     | 17    | 11     | 10     | 5. místo                            | IP            | 8             | 5             | 0             | 3             | -             | -                    | 0                    | 0                    | 0                    | 0                    | -                    | 46     | 22     | 11     | 13     |
| 2001/02            | Udinese            | Serie A            | 21     | 6     | 4      | 11     | Nastoupil v pro. 14. místo          | IP            | 1             | 0             | 1             | 0             | -             | -                    | 0                    | 0                    | 0                    | 0                    | -                    | 22     | 6      | 5      | 11     |
| 2002/03            | Cagliari           | Serie B            | 38     | 14    | 12     | 12     | 8. místo                            | IP            | 0             | 0             | 0             | 0             | -             | -                    | 0                    | 0                    | 0                    | 0                    | -                    | 38     | 14     | 12     | 12     |
| 2003               | Cagliari           | Serie A            | 16     | 6     | 5      | 5      | Propuštěn v lis.                    | IP            | 1             | 1             | 0             | 0             | -             | -                    | 0                    | 0                    | 0                    | 0                    | -                    | 17     | 7      | 5      | 5      |
| Celkem za Cagliari | Celkem za Cagliari | Celkem za Cagliari | 126    | 46    | 43     | 37     | -                                   | -             | 14            | 4             | 3             | 7             | -             | -                    | 0                    | 0                    | 0                    | 0                    | -                    | 140    | 50     | 46     | 44     |
| 2004/05            | Neapol             | Serie C1           | 19     | 7     | 6      | 6      | Propuštěn v led.                    | -             | 0             | 0             | 0             | 0             | -             | -                    | 0                    | 0                    | 0                    | 0                    | -                    | 19     | 7      | 6      | 6      |
| 2006               | Messina            | Serie A            | 7      | 1     | 0      | 6      | Nastoupil v dub. 17. místo          | -             | 0             | 0             | 0             | 0             | -             | -                    | 0                    | 0                    | 0                    | 0                    | -                    | 7      | 1      | 0      | 6      |
| 2007               | Verona             | Serie B            | 24+2   | 10    | 7+1    | 7+1    | Nastoupil v led. 18. místo (Sestup) | -             | 0             | 0             | 0             | 0             | -             | -                    | 0                    | 0                    | 0                    | 0                    | -                    | 26     | 10     | 8      | 8      |
| 2007/08            | Pisa               | Serie B            | 42+2   | 19    | 14     | 9+2    | 6. místo                            | IP            | 2             | 1             | 0             | 1             | -             | -                    | 0                    | 0                    | 0                    | 0                    | -                    | 46     | 20     | 14     | 12     |
| 2008/09            | Pisa               | Serie B            | 36     | 11    | 10     | 15     | Propuštěn v dub.                    | IP            | 1             | 0             | 0             | 1             | -             | -                    | 0                    | 0                    | 0                    | 0                    | -                    | 37     | 11     | 10     | 16     |
| Celkem za Pisu     | Celkem za Pisu     | Celkem za Pisu     | 80     | 30    | 24     | 26     | -                                   | -             | 3             | 1             | 0             | 2             | -             | -                    | 0                    | 0                    | 0                    | 0                    | -                    | 83     | 31     | 24     | 28     |
| 2009/10            | Bari               | Serie A            | 38     | 13    | 11     | 14     | 10. místo                           | IP            | 1             | 0             | 1             | 0             | -             | -                    | 0                    | 0                    | 0                    | 0                    | -                    | 39     | 13     | 12     | 14     |
| 2010/11            | Bari               | Serie A            | 24     | 3     | 5      | 16     | Propuštěn v úno.                    | IP            | 3             | 2             | 0             | 1             | -             | -                    | 0                    | 0                    | 0                    | 0                    | -                    | 27     | 5      | 5      | 17     |
| Celkem za Bari     | Celkem za Bari     | Celkem za Bari     | 62     | 16    | 16     | 30     | -                                   | -             | 4             | 2             | 1             | 1             | -             | -                    | 0                    | 0                    | 0                    | 0                    | -                    | 66     | 18     | 17     | 31     |
| 2011/12            | Turín              | Serie B            | 42     | 24    | 11     | 7      | 2. místo (Postup)                   | IP            | 2             | 1             | 0             | 1             | -             | -                    | 0                    | 0                    | 0                    | 0                    | -                    | 44     | 25     | 11     | 8      |
| 2012/13            | Turín              | Serie A            | 38     | 8     | 16     | 14     | 16. místo                           | IP            | 2             | 1             | 0             | 1             | -             | -                    | 0                    | 0                    | 0                    | 0                    | -                    | 40     | 9      | 16     | 15     |
| 2013/14            | Turín              | Serie A            | 38     | 15    | 12     | 11     | 7. místo                            | IP            | 1             | 0             | 0             | 1             | -             | -                    | 0                    | 0                    | 0                    | 0                    | -                    | 39     | 15     | 12     | 12     |
| 2014/15            | Turín              | Serie A            | 38     | 14    | 12     | 12     | 9. místo                            | IP            | 1             | 0             | 0             | 1             | -             | EL                   | 14                   | 8                    | 4                    | 2                    | -                    | 53     | 22     | 16     | 15     |
| 2015/16            | Turín              | Serie A            | 38     | 12    | 9      | 17     | 12. místo                           | IP            | 3             | 2             | 0             | 1             | -             | -                    | 0                    | 0                    | 0                    | 0                    | -                    | 41     | 14     | 9      | 18     |
| Celkem za Turín    | Celkem za Turín    | Celkem za Turín    | 194    | 73    | 60     | 61     | -                                   | -             | 9             | 4             | 0             | 5             | -             | -                    | 14                   | 8                    | 4                    | 2                    | -                    | 217    | 85     | 64     | 68     |
| 2018               | Chievo             | Serie A            | 4      | 0     | 1      | 3      | Nastoupil v říj. Propuštěn v lis.   | -             | 0             | 0             | 0             | 0             | -             | -                    | 0                    | 0                    | 0                    | 0                    | -                    | 4      | 0      | 1      | 3      |
| 2019/20            | Salernitana        | Serie B            | 38     | 14    | 10     | 14     | 10. místo                           | IP            | 2             | 1             | 0             | 1             | -             | -                    | 0                    | 0                    | 0                    | 0                    | -                    | 40     | 15     | 10     | 15     |
| Celkově            | Celkově            | Celkově            | 1082   | 393   | 364    | 325    | -                                   | -             | 60            | 22            | 9             | 29            | -             | -                    | 14                   | 8                    | 4                    | 2                    | -                    | 1155   | 423    | 377    | 355    |

#### Reprezentační
| 2016–2017        | Itálie           | Kvalifikace MS 2018 | 2. místo ve skupině | 10 | 7 | 2 | 1 |
| 2017             | Itálie           | Baráž MS 2018       | Prohra se Švédskem  | 2  | 0 | 1 | 1 |
| 2016–2017        | Itálie           | přátelské utkání    | -                   | 4  | 2 | 1 | 1 |
| Celkem za Itálii | Celkem za Itálii | Celkem za Itálii    | Celkem za Itálii    | 16 | 9 | 4 | 3 |

## Úspěchy

### Trenérské
- vítěz 3. italské ligy (1x)

Lecce: 1995/96